# Heli Kruger
Heli Koivula Kruger (Kauhajoki, 27 de junho de 1975) é uma atleta finlandêsa de triplo salto que participou do Campeonato da Europa de Atletismo de 2002 e ganhou uma medalha de prata.